# 马里奥·平托·德安德拉德
马里奥·平托·德安德拉德（葡萄牙語：Mário Pinto de Andrade；1928年—1990年）是安哥拉左翼政治人物、诗人，安哥拉共产党创始人之一。

## 生平简介
1928年出生于葡屬西非上戈隆戈。1948年前往里斯本大学学习古典哲学。在那里，他积极参与反对葡萄牙殖民主义的运动，并创作了不少诗歌。
1954年7月，他在巴黎大学研究社会学，领导非洲民族解放运动。1955年創建安哥拉共产党，并担任首任领导人。1956年创立了安哥拉人民解放运动，1960年当选第1任主席。他后来与阿戈什蒂纽·内图产生分歧。1975年11月安哥拉独立后，他先后流亡幾內亞比索、佛得角和莫桑比克，1990年8月26日在伦敦去世。
他的妻子是电影制片人萨拉·马尔多罗，瓜德罗普人。

## 作品
- （安哥拉）马里奥·德安德拉戴. 由戈宝权翻译. . 人民日报. 1962年8月27日: 第4版.